# Торресандіно
Торресандіно (ісп. Torresandino) — муніципалітет в Іспанії, у складі автономної спільноти Кастилія-і-Леон, у провінції Бургос. Населення — 732 особи (2010).
Муніципалітет розташований на відстані близько 160 км на північ від Мадрида, 60 км на південь від Бургоса.

## Демографія
Динаміка населення (INE ):